# باشگاه فوتبال هندرسون ایلز
باشگاه فوتبال هندرسون ایلز یک باشگاه فوتبال از جزایر سلیمان است که در تلکام اس-لیگ بازی می‌کند. آنها تا سال ۲۰۱۷ در لیگ فوتبال هونیارا بازی می‌کردند، اما از فصل ۲۰۱۷ در تلکام اس-لیگ، در بالاترین سطح جزایر سلیمان بازی می‌کنند. علاوه بر فوتبال، این باشگاه یک تیم فوتسال نیز دارد.

## افتخارات
- تلکام اس-لیگ: ۱ قهرمانی